# Pepe Pinto
José Torres Garzón, conocido artísticamente como Pepe Pinto (Sevilla, 22 de julio de 1903; ibídem, 6 de noviembre de 1969), fue un cantaor español de flamenco, casado con La Niña de los Peines, también cantaora.

## Biografía
La primera vez que cantó en público Pepe Pinto fue en el Café Novedades de su ciudad natal, hacia 1917, junto a otros dos jóvenes que luego serían también figuras del cante, El Carbonerillo y Pepe Marchena, de forma casual, pues estaban presentes en el espectáculo como espectadores y lo hicieron a petición del auditorio.
No se dedicó profesionalmente al flamenco hasta el año 1927, realizando a continuación sus primeras grabaciones y sus primeras giras con elencos artísticos, contratándole La Niña de los Peines para un espectáculo que se presentó en el sevillano Teatro del Duque, en el que también participó la pareja de baile Los Chavalillos Sevillanos, compuesta por Rosario y Antonio.
En 1931, Pepe Pinto contrae matrimonio con la Niña de los Peines en la Basílica de la Macarena. Al año siguiente, recorrieron España encabezando un grupo de ópera flamenca organizado por el empresario Vedrines, gira que se repitió en 1935, con la colaboración de Pepe Marchena, y en el siguiente, con otros artífices, entre ellos El Sevillano y Canalejas de Puerto Real.
A partir de 1939 continuó sus giras artísticas por toda la geografía española con distintos conjuntos, interviniendo en 1940 en la función andaluza Las calles de Cádiz, protagonizada por la cancionista Concha Piquer.
Murió en Sevilla el 6 de noviembre de 1969, de hemorragia intestinal.

## Estilo
Pepe Pinto fue un cantaor con amplio repertorio flamenco y de magníficas facultades vocales. Compaginó su conocimiento e interpretación de los cantes básicos con su personal fandango y sus canciones aflamencadas, intercalando además en algunas de sus creaciones recitados que se hicieron muy populares entre el público.